# Лукін Матвій Владиславович
Матвій Владиславович Лукін (рос. Матвей Владиславович Лукин, нар. 27 квітня 2004, Сергієв Посад, Росія) — російський футболіст, центральний захисник московського ЦСКА.

## Ігрова кар'єра

### Клубна
Матвій Лукін є вихованцем клубної академії столичного ЦСКА, де він почав займатися футболом у п'ятирічному віці. В складі молодіжної команди ЦСКА Лукін двічі вигравав Молодіжну першість Росії.
У 2022 році Лукін був переведений до першої команди ЦСКА. 31 серпня 2022 року у кубковому матчі проти московського «Торпедо» захисник дебютував в головній клубній команді. 29 жовтня 2022 року у поєдинку проти «Локомотива» Лукін провів першу гру в чемпіонаті країни, де був визнаний кращим гравцем матчу і наймолодшим гравцем клубу, хто отримував цей приз.
В березні 2025 року Лукін продовжив контракт з ЦСКА до червня 2027 року.

### Збірна
З 2020 року Матвій Лукін виступає за юнацькі та молодіжну збірну Росії.

## Титули
ЦСКА
 Володар Кубка Росії: 2022/23, 2024/25
 Володар Суперкубка Росії: 2025
 Срібний призер чемпіонату Росії: 2022/23